# Survivor Series (1997)
Survivor Series 1997 fue la undécima edición de Survivor Series, un evento pay-per-view de lucha libre profesional, producido por la World Wrestling Federation. Tuvo lugar el 9 de noviembre de 1997 en el Molson Centre en Montreal, Quebec. Se destaca la Traición de Montreal, la cual ocurrió en este evento. El lema de este evento fue "Gang Rulz".

## Resultados
- (4 on 4) Survivor Series match: The New Age Outlaws (Billy Gunn y Road Dogg) y The Godwinns (Henry y Phineas) derrotaron a The Headbangers (Mosh y Thrasher) y The New Blackjacks (Blackjack Windham y Blackjack Bradshaw) (15:27)

| Número de eliminación | Luchador                                 | Equipo                                   | Eliminado por                            | Técnica requerida                        | Tiempo                                   |
| --------------------- | ---------------------------------------- | ---------------------------------------- | ---------------------------------------- | ---------------------------------------- | ---------------------------------------- |
| 1                     | Henry Godwinn                            | Godwinns & Outlaws                       | Bradshaw                                 | "Abdominal Stretch Pin"                  | 3:58                                     |
| 2                     | Barry Windham                            | Headbangers & Blackjacks                 | Phineas Godwinn                          | "Clothesline"                            | 5:16                                     |
| 3                     | Mosh                                     | Headbangers & Blackjacks                 | Billy Gunn                               | "Reversed Bulldog"                       | 8:43                                     |
| 4                     | Phineas Godwinn                          | Godwinns & Outlaws                       | Thrasher                                 | "Stagedive"                              | 12:39                                    |
| 5                     | Bradshaw                                 | Headbangers & Blackjacks                 | Road Dogg                                | "School Boy"                             | 13:46                                    |
| 6                     | Thrasher                                 | Headbangers & Blackjacks                 | Billy Gunn                               | "Guillotine Leg Drop"                    | 15:27                                    |
| Survivor:             | Road Dogg & Billy Gunn (New Age Outlaws) | Road Dogg & Billy Gunn (New Age Outlaws) | Road Dogg & Billy Gunn (New Age Outlaws) | Road Dogg & Billy Gunn (New Age Outlaws) | Road Dogg & Billy Gunn (New Age Outlaws) |
- (4 on 4) Survivor Series match: The Truth Commission (The Jackal, The Interrogator, Sniper y Recon) derrotaron a The Disciples of Apocalypse (Crush, Chainz, 8-Ball y Skull) (9:59)
  - Después de que The Jackal fuera eliminado, se unió a Jim Ross y Jerry Lawler para comentar la lucha. Tras que The Interrogator ganara la pelea, The Jackal se proclamó el ganador.

| Número de eliminación | Luchador                            | Equipo                              | Eliminado por                       | Técnica requerida                   | Tiempo                              |
| --------------------- | ----------------------------------- | ----------------------------------- | ----------------------------------- | ----------------------------------- | ----------------------------------- |
| 1                     | Chainz                              | D.O.A.                              | The Interrogator                    | "Sidewalk Slam"                     | 1:18                                |
| 2                     | The Jackal                          | Truth Commission                    | Skull                               | "Sidewalk Slam"                     | 2:52                                |
| 3                     | Recon                               | Truth Commission                    | 8-Ball                              | "Running Clothesline"               | 5:20                                |
| 4                     | Skull                               | D.O.A.                              | Sniper                              | "Bulldog"                           | 6:30                                |
| 5                     | 8-Ball                              | D.O.A.                              | The Interrogator                    | "Sidewalk Slam"                     | 8:51                                |
| 6                     | Sniper                              | Truth Commission                    | Crush                               | "Powerslam"                         | 9:47                                |
| 7                     | Crush                               | D.O.A.                              | The Interrogator                    | "Sidewalk Slam"                     | 9:59                                |
| Survivor:             | The Interrogator (Truth Commission) | The Interrogator (Truth Commission) | The Interrogator (Truth Commission) | The Interrogator (Truth Commission) | The Interrogator (Truth Commission) |
- (4 on 4) Survivor Series match: Team Canada (The British Bulldog, Jim Neidhart, Doug Furnas y Phil Lafon) derrotó al Team USA (Vader, Goldust, Marc Mero y Steve Blackman) (w/Sable) (17:47)
  - Originalmente, The Patriot iba a ser integrante del Team USA, pero fue reemplazado por Steve Blackman debido a una lesión de bíceps.

| Número de eliminación | Luchador                      | Equipo                        | Eliminado por                 | Técnica requerida                                                    | Tiempo                        |
| --------------------- | ----------------------------- | ----------------------------- | ----------------------------- | -------------------------------------------------------------------- | ----------------------------- |
| 1                     | Steve Blackman                | Team USA                      | None                          | Cuenta de diez después de pelearse con Furnas y Lafon fuera del ring | 5:47                          |
| 2                     | Jim Neidhart                  | Team Canada                   | Vader                         | "Vader Crush"                                                        | 7:32                          |
| 3                     | Phil Lafon                    | Team Canada                   | Vader                         | "Vader Crush" desde la segunda cuerda                                | 9:07                          |
| 4                     | Marc Mero                     | Team USA                      | Doug Furnas                   | "Roll-up"                                                            | 11:59                         |
| 5                     | Goldust                       | Team USA                      | None                          | Cuenta de diez tras correr tras Vader                                | 17:00                         |
| 6                     | Doug Furnas                   | Team Canada                   | Vader                         | "Vader Bomb"                                                         | 17:35                         |
| 7                     | Vader                         | Team USA                      | British Bulldog               | Cuenta tras ser golpeado por la campana                              | 17:47                         |
| Survivor:             | British Bulldog (Team Canada) | British Bulldog (Team Canada) | British Bulldog (Team Canada) | British Bulldog (Team Canada)                                        | British Bulldog (Team Canada) |
- Kane (w/Paul Bearer) derrotó a Mankind (9:29) 
  - Kane cubrió a Mankind después de un "Tombstone Piledriver".
- (4 on 4) Survivor Series match: The Road Warriors (Hawk, Animal, Ahmed Johnson y Ken Shamrock) derrotó a The Nation of Domination (The Rock, Faarooq, Kama Mustafa y D'Lo Brown) (20:34)

| Número de eliminación | Luchador                      | Equipo                        | Eliminado por                 | Técnica requerida                                     | Tiempo                        |
| --------------------- | ----------------------------- | ----------------------------- | ----------------------------- | ----------------------------------------------------- | ----------------------------- |
| 1                     | Hawk                          | Road Warriors                 | The Rock                      | "Rock Bottom"                                         | 2:15                          |
| 2                     | Faarooq                       | Nation of Domination          | Ahmed Johnson                 | "Pearl River Plunge"                                  | 4:39                          |
| 3                     | Ahmed Johnson                 | Road Warriors                 | The Rock                      | Pinfall after Faarooq tripped and held Johnson's foot | 6:19                          |
| 4                     | Kama Mustafa                  | Nation of Domination          | Animal                        | "School Boy"                                          | 10:53                         |
| 5                     | Animal                        | Legion of Doom                | None                          | Cuenta de diez por permanecer fuera del ring          | 15:22                         |
| 6                     | D'Lo Brown                    | Nation of Domination          | Ken Shamrock                  | Se rindió tras un "Ankle Lock"                        | 17:11                         |
| 7                     | The Rock                      | Nation of Domination          | Ken Shamrock                  | Se rindió tras un "Ankle Lock"                        | 20:34                         |
| Survivor:             | Ken Shamrock (Legion of Doom) | Ken Shamrock (Legion of Doom) | Ken Shamrock (Legion of Doom) | Ken Shamrock (Legion of Doom)                         | Ken Shamrock (Legion of Doom) |
- Stone Cold Steve Austin derrotó a Owen Hart (w/The British Bulldog, Jim Neidhart, Doug Furnas y Phil Lafon) y ganó el Campeonato Intercontinental de la WWF (4:04)
  - Austin cubrió a Owen después de un "Stone Cold Stunner".
  - Después de la lucha, Austin le aplicó un "Stone Cold Stunner" a Lafon y a Furnas.
- Shawn Michaels derrotó a Bret Hart y ganó el Campeonato de la WWF (12:11)
  - Michaels le aplicó a Hart un "Sharpshooter", y Vince McMahon obligó al árbitro Earl Hebner que diera por vencedor a Michaels a pesar de que Hart no se rindió.
  - Antes de la lucha, Michaels y Hart se atacaron mutuamente fuera del ring.
  - Después de la lucha, Hart le escupió en la cara a McMahon y dijo que se iría a WCW.
  - Este incidente se conocería más tarde como la Traición de Montreal (Montreal Screwjob).
  - El Campeonato Europeo de la WWF de Michaels no estuvo en juego.
  - Esta fue la última aparición de Hart en la WWF, hasta su regreso oficial en 2010, cuando la compañía ya se había transformado en WWE.

## Otros roles
| Comentarios en inglés - Jerry "The King" Lawler - Jim Ross Comentarios en español - Carlos Cabrera - Tito Santana Comentaristas franceses - Raymond Rougeau - Jean Brassard - Jacques Rougeau, Sr. Otros - Albert DeFrusia - ring announcer - Vince McMahon | Árbitros - Mike Chioda - Jack Doan - Earl Hebner - Jim Korderas - Tim White - Sgt. Slaughter - Gerald Brisco - Pat Patterson Entrevistadores - Michael Cole - Dok Hendrix |